# Fritz Rumey

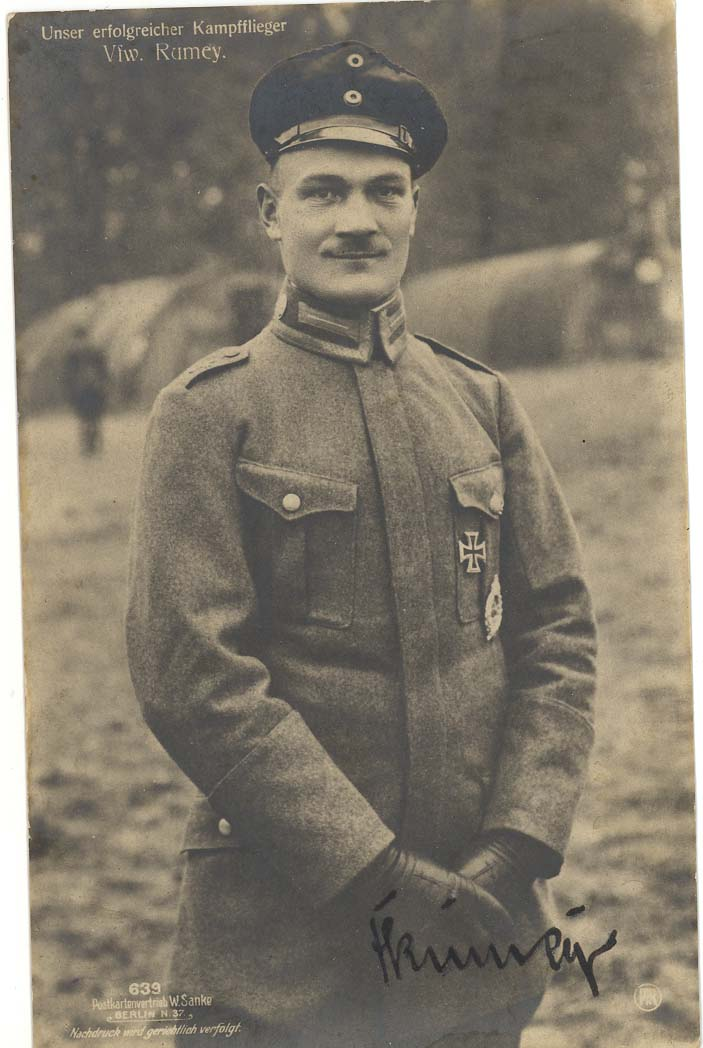
Fritz Rumey

Fritz Rumey (* 3. März 1891 in Königsberg; † 27. September 1918 in Cambrai) war ein deutscher Jagdflieger im Ersten Weltkrieg. Er war mit 45 bestätigten Luftsiegen der sechsterfolgreichste Jagdflieger des Ersten Weltkrieges.

## Leben
Rumey schlug nach seiner Schulausbildung eine militärische Karriere ein. Bei Beginn des Ersten Weltkrieges diente er beim 8. Ostpreußischen Infanterie-Regiment Nr. 45. Später gehörte er zum Grenadier-Regiment „König Friedrich Wilhelm I.“ (2. Ostpreußisches) Nr. 3 und wurde an die deutsche Ostfront verlegt. Dort wurde er mit dem Eisernen Kreuz 2. Klasse ausgezeichnet.
Mitte 1915 bewarb sich Rumey erfolgreich um eine Ausbildung als Militärpilot. Zunächst war er als Beobachter eingesetzt. Nach Abschluss seiner Ausbildung kam er im Mai 1917 bei der Jagdstaffel 2 als Pilot zum Einsatz. Kurze Zeit später wurde er zur Jasta 5 versetzt, wo er zusammen mit seinen Kameraden Josef Mai und Otto Könnecke das „Goldene Triumvirat“ bildete – die drei Piloten schossen bis Kriegsende zusammen 109 Feindflugzeuge ab. U.a. schoss Rumey die britischen Jagdfliegerasse Edward Carter Eaton, Gerard Crole und James Jeffery Dawe ab.
Rumey wurde zu einem der bekanntesten deutschen Jagdpiloten. Insgesamt erzielte er 45 Luftsiege. Am 10. Juli 1918 wurde er mit dem Pour le Mérite ausgezeichnet. Am 25. August und am 24. September 1918 wurde er verwundet. Am 27. September, bei einem Luftkampf bei Neuville-Saint-Rémy, kollidierte seine Fokker D.VII mit dem Flugzeug des Südafrikaners George Lawson. Es gelang Rumey zwar abzuspringen, sein Fallschirm öffnete sich jedoch nicht. Rumey verunglückte tödlich. Lawson brachte sein schwer beschädigtes Flugzeug zurück zu den britischen Linien. Dafür wurde Lawson das DFC verliehen.
Nach seinem Tod wurde im Fliegerviertel in Berlin-Tempelhof eine Straße nach ihm Rumeyplan genannt. Auch in anderen deutschen Gemeinden erfolgten ihm zu Ehren zeitweise solche Benennungen.

## Auszeichnungen
- Preußisches Militär-Flugzeugführer-Abzeichen
- Eisernes Kreuz II. und I. Klasse
- Goldenes Militär-Verdienst-Kreuz
- Pour le Mérite